# Pedro Nunes
Pour les articles homonymes, voir Pedro Nunez et Nunes.
Ne doit pas être confondu avec Petrus Nannius
Pedro Nunes (pron. API : /'pedɾu 'nunɨʃ/ ; latinisé en Petrus Nonius, forme la plus courante en français), né en 1502 à Alcácer do Sal au Portugal et mort le 11 août 1578 à Coimbra est un mathématicien et cosmographe portugais.
Il est considéré comme l'un des plus habiles géomètres du XVIe siècle, avec des contributions essentielles en trigonométrie sphérique et en cartographie mathématique, comme la notion de loxodromie. Ses travaux de cartographie s'avérèrent d'une importance cruciale à l'époque des Grandes découvertes. Il dénonça également les erreurs de son rival Oronce Finé sur la quadrature du cercle, et mit au point plusieurs instruments pour le repérage en mer et les mesures d'angles, dont le nonius, version primitive du vernier de nos pieds à coulisse modernes.

## Biographie
Issu d'une famille de conversos, Nunes fit ses études à l'Université de Salamanque, sans doute de 1521 à 1522, puis à l'Université de Lisbonne, qui devait par la suite devenir célèbre sous le nom d'Université de Coimbra, dont il devint diplômé en médecine en 1525. Or, au XVIe siècle, la médecine s'appuie sur la théorie hippocratique des quatre éléments et les correspondances entre le macrocosme (la configuration du ciel) et le microcosme (le corps humain) : aussi les facultés de médecine enseignent-elles l'astronomie et l'astrologie, et c'est pourquoi Nunes apprit l'astronomie et les mathématiques. Il devint lui-même professeur de son université, enseignant la morale, la philosophie, la logique et la métaphysique. Lorsqu'en 1537 l'université de Lisbonne regagna sa localisation originelle de Coimbra, Nunes prit en charge le cours de mathématiques, qu'il assura jusqu'en 1562 : la création de cette chaire était une nouveauté, voulue par les princes du pays pour former les pilotes à la navigation transocéanique. La chaire de mathématiques acquit son autonomie vis-à-vis de la faculté de médecine en 1544.
Nunes devint cosmographe royal (1529) puis premier cosmographe du roi (1547), poste qu'il conserva jusqu'à sa mort. En 1531, le roi Jean III de Portugal confia à Nunes l'éducation de ses frères cadets Luís et Henri. Par la suite, Nunes sera le précepteur du fils aîné du souverain, le futur roi Sébastien.
Il est possible que Clavius, qui fut étudiant à l'Université de Coimbra vers cette époque, ait assisté aux cours de Nunes et ait donc été influencé par ce savant.
Converti de force, « português de naça », comme il est décrit par le philosophe Damião de Góis en 1566, Pedro Nunes, malgré sa position éminente, eut deux petits-fils accusés par l'Inquisition de judaïser en secret. Torturés, ruinés, ils ne sortirent de prison que huit ans plus tard.

## Œuvres

### Commentateur
Pedro Nunes vivait dans une époque de transition où l'activité scientifique, jusqu'alors consacrée à la préservation et à la propagation des connaissances traditionnelles (commentaires des Anciens), commençait à se tourner systématiquement vers les applications techniques de ces connaissances même. Il s'agissait donc de collecter des mesures et des observations permettant d'utiliser les théories existantes : au cours de ce processus, les limites d'application des idées des Anciens apparurent graduellement, amenant les commentateurs à tenter d'en rendre raison. Nonius fut d'abord l'un des derniers grands glossateurs des œuvres anciennes, ce que reflète le premier livre qu'il fit paraître. Dans son « Tratado da sphera », où il signale la valeur heuristique de l'expérimentation, il milite également pour une diffusion universelle du savoir : aussi ne se borna-t-il pas à publier ses écrits en latin, qui était alors la lingua franca de la science en Europe, mais aussi en langue vernaculaire (espagnol et portugais), comme son « Livro de Algebra ».

### Cartographe

La plupart des ouvrages de Nunes sont consacrés à la navigation. Il fut le premier à expliquer pourquoi un vaisseau qui maintient son cap ne décrit pas un grand cercle (c'est-à-dire une géodésique de la sphère), mais plutôt une courbe spirale, qu'il appela loxodrome. Il fallut cependant attendre les travaux de Leibniz pour qu'à l'aide des logarithmes, la nature de la loxodrome soit établie.
Dans son « Éloge des cartes de marine », Nunes posa en principe qu'une carte nautique doit représenter les parallèles et les méridiens comme des lignes droites. Cependant, il ne parvint pas à résoudre tous les problèmes que posait cette exigence si l'on voulait en outre préserver les directions : le problème de la projection conforme ne fut résolu qu'avec la carte de Mercator et les travaux mathématiques de Wright et Harriot. Nunes se consacra au problème des longitudes, au repérage en mer et au calcul des corrections géographiques. Pour améliorer l'alidade des astrolabes, il imagina le nonius, ancêtre du vernier : ce dispositif est composé d'un faisceau de cercles concentriques, divisés avec un nombre de divisions croissant de l'intérieur vers l'extérieur (une division supplémentaire à chaque cercle). Ainsi, avec un quadrant extérieur divisé en 90 degrés, le deuxième cercle en allant vers l'intérieur n'en a plus que 89, le suivant 88, etc. Lorsque l'on mesure un angle, on relève le cercle et la division du cercle sur lesquels pointe l'alidade. Une table donne alors par conversion la mesure exacte des coordonnées du point. Le nonius fut longtemps utilisé par Tycho Brahe qui le trouvait trop fastidieux. Ce système fut perfectionné par Christopher Clavius et Jacob Curtius, jusqu'à ce que Pierre Vernier arrive à une solution satisfaisante.
Pedro Nunes s'attaqua également à l'étude mathématique des machines simples (plan incliné, roue, levier).

### Astronomie et mathématiques
Dans ses exposés du système géocentrique de Ptolémée, Nunes évoque bien la théorie de Copernic, mais uniquement pour y signaler des erreurs de calcul. Nunes détermina la date où le crépuscule a la plus courte durée selon l'endroit de la Terre où l'on se trouve. Ce problème d'extrémum, s'il n'a pas en soi une grande importance, donne cependant une idée des capacités du mathématicien de Coimbra, dans la mesure où, encore plus d'un siècle plus tard, Jean et Jacques Bernoulli éprouvèrent les plus grandes difficultés à le résoudre : ils parvinrent bien à trouver la date de plus court crépuscule mais, se perdant dans des calculs de dérivée, ne purent calculer la durée même du plus court crépuscule,. La solution de Nunes est, naturellement, complètement géométrique.
Les découvertes mathématiques de Nunes s'expliquent principalement par sa compréhension profonde de la trigonométrie sphérique et sa capacité à y appliquer les principaux énoncés de la géométrie euclidienne.

## Bibliographie

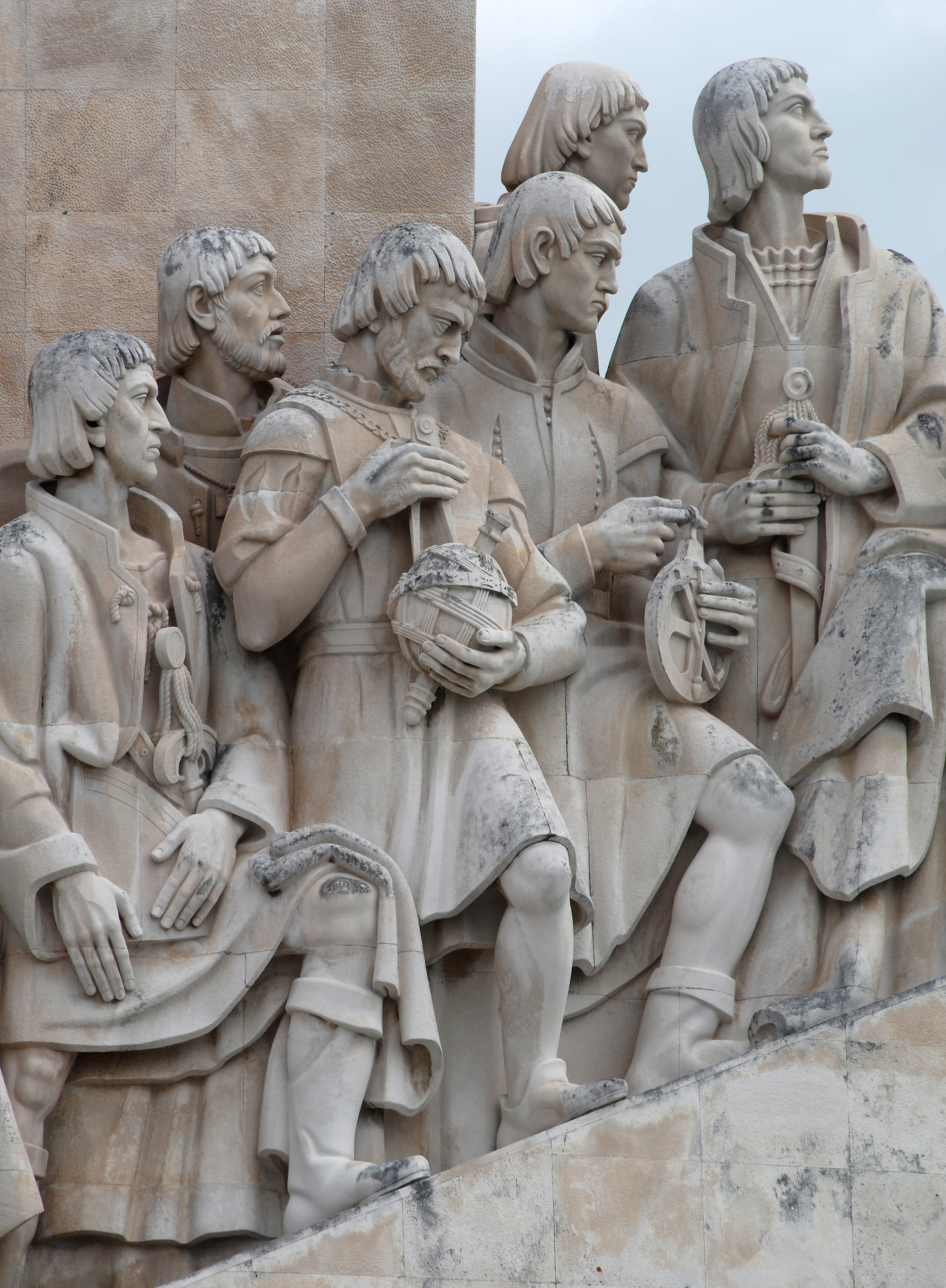
Détail du Padrão dos Descobrimentos montrant Pedro Nunes avec une sphère armillaire.

### Traductions et commentaires de Nunes
- Tratado da sphera com a Theorica do Sol e da Lua, traduction du Tractatus de Sphaera de Johannes de Sacrobosco, des Theoricæ novæ planetarum de Georg von Purbach et de la Géographie de Claude Ptolémée.

### Œuvres originales

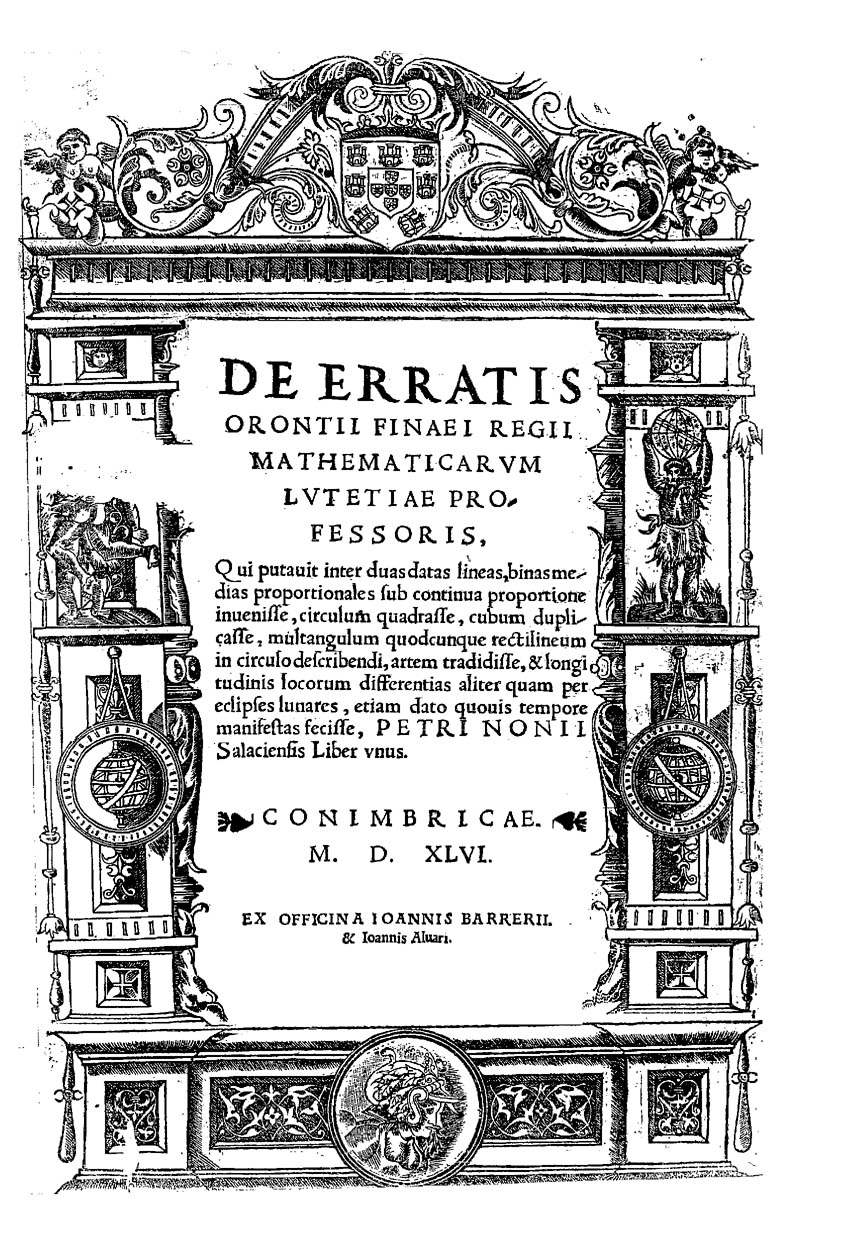
De erratis Orontii Finaei, 1546

- Tratado em defensão da carta de marear (Éloge des cartes marines), (1537).
- Tratado sobre certas dúvidas da navegação (Sur certaines difficultés touchant la navigation), (1537)
- De crepusculis (Du crépuscule), (1542).
- De erratis Orontii Finei (Les erreurs d'Oronce Finé), (1546).
- Petri Nonii Salaciensis Opera, (1566). Réédition augmentée et corrigée sous le titre De arte atque ratione navigandi en 1573.
- Libro de algebra en arithmetica y geometria (Livre d'Algèbre sur l'Arithmétique et la Géométrie), publié par les héritiers d'Arnold Birckman, à Anvers (1567). Ce livre [lire en ligne] était connu de Jacques-Auguste de Thou qui en possédait un exemplaire.

### Réimpression modernes
- Obras (6 vol.), Academia das Ciências de Lisboa, Lisboa, 1940-1960 (n° ISBN sur l'« inventaire »(Archive.org • Wikiwix • Archive.is • Google • Que faire ?) de la Bibliothèque nationale du Portugal)
- Obras (3 vol. déjà parus), Fundação Calouste Gulbenkian, Lisbonne, 2002-,  (ISBN 972-31-0985-9) et  (ISBN 972-31-1084-9) (en cours de publication)

## Hommages
- L'Instituto Pedro Nunes de Coimbra, une technopole et centre de transfert de technologie fondé par l'Université de Coimbra, a été dédiée à Pedro Nunes.
- L'astéroïde (5313) Nunes est nommé en son honneur.